# Вибори до Європейського парламенту в Греції 2014
Вибори до Європейського парламенту в Греції відбудуться 25 травня 2014 одночасно з місцевими виборами. Буде обрано грецьку делегацію в Європарламенті із 21 депутата.
У порівнянні з попередніми європейськими виборами 2009 грецька делегація зменшена з 22 до 21 депутата в результаті підписання Лісабонського договору в грудні 2009 року, за умовами якого загальну кількість місць Європарламенту обмежено 751 депутатом.